# Wait (The Beatles)
Wait è un brano musicale dei Beatles, accreditato alla coppia Lennon/McCartney, pubblicato nell'album Rubber Soul.
La canzone di solito è indicata come un lavoro fatto in coppia da Lennon e McCartney, anche se nel 1997 tramite il libro Many Years from Now, McCartney dichiarò la canzone composta da lui.

## Il brano

### Composizione
Originalmente registrata per Help! nel giugno del 1965 ma poi scartata per far posto a Dizzy Miss Lizzy, Wait fu poi inclusa su Rubber Soul. I versi descrivono ansia del cantante riguardo al rapporto con la sua ragazza mentre lui è via. La canzone è tematicamente simile ad altre composizioni di Lennon/McCartney, come When I Get Home, Things We Said Today e All My Loving. Il testo è completamente cantato da Lennon e McCartney assieme, eccetto nei primi due ritornelli. Strumentalmente, la cosa più importante è la chitarra suonata con il pedale del volume, come precedentemente provato nel brano I Need You.

### Registrazione
Registrato primariamente nel giugno del 1965, i Beatles aggiunsero delle sovraincisioni al brano iniziale.

## Formazione
- John Lennon - voce, chitarra ritmica
- Paul McCartney - voce, basso elettrico
- George Harrison - chitarra solista
- Ringo Starr - batteria, maracas, tamburello basco